# Yllenus arabicus
Yllenus arabicus är en spindelart som beskrevs av Prószynski 1993. Yllenus arabicus ingår i släktet Yllenus och familjen hoppspindlar. Inga underarter finns listade i Catalogue of Life.